# Amanita nehuta
Amanita nehuta là một loài nấm trong họ Amanitaceae. Loài này được nhà nghiên cứu người New Zealand là Geoff Ridley phát hiện và miêu tả khoa học lần đầu tiên vào năm 1991, khi ông nhận thấy một số lượng lớn nấm phát triển ở đây. Amanita nehuta mọc trên mặt đất, dưới các loài thực vật như Leptospermum và Nothofagus; chiều cao nấm khoảng 110 mm và đường kính mũ nấm khoảng 100 mm. Thời điểm phát triển của loài là vào cuối mùa hè.